# Језерце (Урошевац)
Језерце (алб. Jezerc) је насељено место у општини Урошевац, на Косову и Метохији. Према попису становништва из 2011. у насељу је живело 454 становника.

## Становништво
Према попису из 2011. године, Језерце има следећи етнички састав становништва:
| Националност | 2011.        |
| Албанци      | 454 (100,0%) |
| Укупно       | 454          |

| Демографија | Демографија | Демографија |
| Година      | Становника  | Становника  |
| ----------- | ----------- | ----------- |
| 1948.       | 1.431       |             |
| 1953.       | 1.515       |             |
| 1961.       | 1.630       |             |
| 1971.       | 1.666       |             |
| 1981.       | 1.621       |             |
| 1991.       | 1.778       |             |
| 2011.       | 454         |             |